# باران (فیلم ۲۰۰۸)
باران (انگلیسی: Rain) یک فیلم است که در سال ۲۰۰۷ منتشر شد.